# François Van Belle
Pour les articles homonymes, voir Van Belle.
François Van Belle, né à Tilleur le 29 septembre 1881, mort à Tilleur le 27 mai 1966 est homme politique belge et un militant wallon.
Dans la maison de sa famille, devenue le siège même du POB, on entrepose des publications et des armes et les grévistes s'y rencontrent.

## Carrière
En 1908, François Van Belle devient conseiller communal à Tilleur et échevin en 1912 quand les socialistes conquièrent la majorité absolue au conseil communal. Il n'occupe le mayorat qu'en 1921, le roi ne nommant pas de socialistes comme bourgmestre avant 1914 vu leur programme républicain. Il est député suppléant (1912), et occupera un siège de député de 1919 à 1958. Il est vice-président de la Chambre de 1936 à 1958.
Il participe aux Congrès wallons de 1905 et 1912 : celui-ci crée l'Assemblée wallonne. Il la met en cause pour sa modération. Il préside la Concentration wallonne de 1931 à 1937 et ses huit congrès de 1930 à 1938 (sauf le premier et le dernier). La Concentration wallonne opte pour un projet fédéraliste qui reconnaît la Wallonie et la Flandre et le territoire fédéral de Bruxelles. Chaque région donne au pouvoir central le pouvoir en matière de politique étrangère, défense nationale, le Congo et les douanes ; la seule connaissance d’une des langues nationales permet l'accès à la haute administration.
Van Belle, opposé à la politique de neutralité, propose une union économique avec la France. Il s'oppose aussi aux accords entre Belgique et Pays-Bas à Ouchy. Sa vision fédéraliste réserve à la Wallonie les compétences en matière de  finances, enseignement, de politique économique et militaire.
En 1938, il est membre de la Société historique pour la Défense et l'Illustration de la Wallonie, futur Institut Jules Destrée.
Il crée aussi  un groupe parlementaire wallon (1936) qu'il présidera. Les 8 et 9 janvier 1938, il participe au Premier congrès des socialistes wallons. Il contresigne le projet de fédéralisme de Georges Truffaut et Fernand Dehousse avec Joseph Martel mais la prise en considération de la proposition de révision de la Constitution est repoussée par le Parlement (2 février 1939) en pleine affaire Adriaan Martens.
Bourgmestre de Tilleur, il est démis par l'Occupant en 1940 tout à ses projets Grand Liège. Membre de Wallonie libre il fait partie de son Directoire (en 1941), qu'il préside ensuite jusqu’en 1958. Entre décembre 1942 et octobre 1944, François Van Belle préside aussi le Rassemblement démocratique et socialiste wallon. Membre du comité directeur du RDSW, Van Belle y siège en tant que représentant de la tendance socialiste sous le nom de code Cloche. 
Il est également à partir de 1941 au Conseil économique wallon clandestin. Le Conseil sort de la clandestinité avec à sa tête Englebert Renier. À sa mort, Van Belle en devient le premier président provisoire. Son discours inaugural, le 6 novembre 1944, en présence du ministre Herman Vos, énumère tous les problèmes wallons en matière de travaux publics : aménagement de la Meuse liégeoise, électrification des chemins de fer, modernisation des canaux et rivières du Hainaut, etc. En décembre 1944, avec Georges Thone, persuade des industriels comme Edgard Frankignoul, de l'importance du Conseil économique wallon. Charles Baré préside ce Conseil (février 1945), à la demande des patrons. La question du Bouchon de Lanaye est aussi soulevée.
Il prépare le Congrès national wallon de Liège en octobre 1945 où il défend l’indépendance de la Wallonie dans Les problèmes wallons publié quelques jours avant le congrès. L’option réunioniste l'emportera au premier vote (sans recueillir la majorité absolue des votants).  Puis il se rallie au fédéralisme comme tous les congressistes. En 1947, il prend en considération la proposition de fédéralisme déposée par Marcel-Hubert Grégoire à la Chambre ainsi qu'une proposition de loi visant à créer une radiodiffusion wallonne.
En 1952, Joseph Merlot et lui-même déposent à nouveau une proposition en faveur du fédéralisme. À l'important Congrès des socialistes wallons de 1959, il défend la notion en faveur d'une séparation sans révision constitutionnelle.
Actif lors de la Question royale, François Van Belle semble avoir soutenu la formation d’un Gouvernement wallon séparatiste (avec Simon Paque, André Renard, Fernand Dehousse, Joseph Merlot, Georges Thone, Robert Lambion, Paul Gruselin et Fernand Schreurs), gouvernement qui aurait été chargé de convoquer les États Généraux de Wallonie.